# 巨手
巨手，是中国传说的妖怪，记载于《酉阳杂俎》卷十五·諾皋記下，夜晚的寺廟出現一隻覆滿似鹿毛的巨大的手乞食。。水木茂著作《中国妖怪事典》里，记作“巨手妖怪（日语：巨大な手の妖怪/きょだいなてのようかい）”。在同《酉阳杂俎》的《卷十三·尸穸》里，也有巨手的故事。

## 類似妖怪
在《夜航船》里，有大手从窗外深入的故事。
《谐铎》的棺中鬼手

## 参看條目
中国妖怪列表